# Vehementer Nos
Vehementer Nos es una encíclica del papa Pío X, publicada el 11 de febrero de 1906, dedicada a la situación religiosa producida en Francia por la aprobación de la Ley francesa de separación de la Iglesia y el Estado de 9 de julio de 1905.

## Contexto histórico
En el momento en que se publicó esta encíclica, las relaciones entre la Iglesia y el Estado en Francia se regían por el Concordato de 1801 con el que Napoleón llegó a un compromiso con la Iglesia, pues mientras reconocía que el catolicismo era la religión de la mayoría de los franceses, el emperador nombraba a los arzobispos y obispos, correspondiendo al papa la investidura canónica. Por otra parte la Iglesia renunciaba a a reclamar las propiedades confiscadas durante la Revolución francesa y el Estado se comprometía a pagar un salario al clero, que juraría lealtad al Estado.
Desde la instauración de la III República en 1870, quedó de manifiesto la disconformidad del poder político con el contenido del concordato. Tras la aprobación de las Leyes constitucionales de 1875, se sucedieron las medidas legales que ponían en marcha una política decididamente anticlerical, que tuvieron un primer reflejo reflejo en las leyes de enseñanza de Jules Ferry, pero se reforzó durante el gobierno de Emile Combes, a quien como presidente del consejo de ministros, le correspondió aplicar la ley de asociaciones aprobada el 1 de julio de 1901; esta ley exigía a las congregaciones religiosas, a diferencia del resto de asociaciones, presentar una petición para ser autorizadas; la Cámara de Diputados rechazó la petición de autorización de todas las congregaciones religiosas, excepto cinco masculinas, ninguna de ellas dedicada a la enseñanza, lo que hizo que en poco más de un año 10 000 colegios religiosos fuesen cerrados.
Sucedieron una serie de desacuerdos entre la República y la Santa Sede: en enero de 1904, ante la formulación de una bulas de nombramientos episcopales, que recortaban los derechos que el Concordato de 1801 reconocía a la República, ante esa protesta el papa se avino a dar otra redacción a esa bulas; en mayo de ese mismo año Émile Loubet, Presidente de la República, visitaba en Roma al rey de Italia, sin visitar al Papa; por esa misma época los obispos de Laval y Dijon, acusados de graves irregularidades, fueron destituidos y llamados a Roma, ambos prelados pidieron la protección de Combes y prohibió a los obispos salir de sus diócesis y exigió al papa que retirara esas citaciones; ante la negativa del papa, Francia rompió sus relaciones con la Santa Sede, declarando en suspenso el Concordato; el papa retiró al nuncio de París, y el gobierno francés, contra todo derecho, incautó el archivo de la Nunciatura. Este proceso culmina, de algún modo, con la aprobación por la III República, el 9 de diciembre, de la Ley francesa de separación de la Iglesia y el Estado de 1905.

## Contenido de la encíclica
Apenas habían pasado dos meses desde la aprobación de la Ley cuando San Pío X publica la encíclica Vehementer nos, en la que el modo como comienza el texto pone de manifiesto la preocupación y dolor del papa, ante la situación en que la ley pone a la Iglesia en Francia:

Vehementer Nos esse sollicitos et praecipuo quodam dolore angi, rerum vestrarum causa, vix attinet dicere; quando ea perlata lex est, quae quum pervetustam civitatis vestrae cum Apostolica Sede necessitudinem violenter dirimit, tum vero indignam miserrimamque Ecclesiae in Gallia conditionem importat. Gravissimum sane facinus, idemque, ob ea quae civili societati allaturum est aeque ac religioni detrimenta, omnibus bonis deplorandum.
Apenas es necesario decir la honda preocupación y la dolorosa angustia que vuestra situación nos causa con la promulgación de una ley que, al mismo tiempo que rompe violentamente las seculares relaciones del Estado francés con la Sede Apostólica, coloca a la Iglesia de Francia en una situación indigna y lamentable. Hecho gravísimo y que todas la almas buenas deben lamentar, por los daños que ha de traer tanto a la vida civil como a la vida religiosa.
Vehementer nos, §1

Tras recordar las medidas tomadas por el gobierno de la República Francesa para eliminar cualquier signo religioso de la vida pública, hace ver que esas decisiones

no eran sino jalones colocados intencionadamente en un camino que había de conducir a la más completa separación legal. Así lo han reconocido y confesado sus autores en diversas ocasiones. La Sede Apostólica ha hecho cuanto ha estado de su parte para evitar una calamidad tan grande. Porque, por una parte, no ha cesado de advertir y de exponer a los Gobiernos de Francia la seria y repetida consideración del cúmulo de males que habría de producir su política de separación; por otra parte, ha multiplicado las pruebas ilustres de su singular amor e indulgencia por la nación francesa. La Santa Sede confiaba justificadamente que, en virtud del vínculo jurídico contraído y de la gratitud debida, los gobernantes de Francia detuvieran la iniciada pendiente de su política y renunciaran, finalmente, a sus proyectos.
Vehementer Nos, §1

Sin embargo, continúa el papa, nada se ha conseguido con esas advertencias, hechas también por su antecesor León XIII. Tras ese preámbulo la encíclica pasa analizar la ley y afirma que la tesis en que se apoya la necesaria «separación» de la iglesia y el estado es falsa y dañosa, porque

en primer lugar, al apoyarse en el principio fundamental de que el Estado no debe cuidar para nada de la religión, infiere una gran injuria a Dios, que es el único fundador y conservador tanto del hombre como de las sociedades humanas, [...]. En segundo lugar, la tesis de que hablamos constituye una verdadera negación del orden sobrenatural, porque limita la acción del Estado a la prosperidad pública de esta vida mortal, que es, en efecto, la causa próxima de toda sociedad política, y se despreocupa completamente de la razón última del ciudadano, que es la eterna bienaventuranza propuesta al hombre para cuando haya terminado la brevedad de esta vida, como si fuera cosa ajena por completo al Estado.[...] En tercer lugar, esta tesis niega el orden de la vida humana sabiamente establecido por Dios, orden que exige una verdadera concordia entre las dos sociedades, la religiosa y la civil. Porque ambas sociedades, aunque cada una dentro de su esfera, ejercen su autoridad sobre las mismas personas, y de aquí proviene necesariamente la frecuente existencia de cuestiones entre ellas, cuyo conocimiento y resolución pertenece a la competencia de la Iglesia y del Estado.
Vehementer Nos,  §2

Sobre la necesidad de una armónica relación entre la Iglesia y el Estado la encíclica recuerda las enseñanzas de León XIII quien señaló que esta relación es comparable a la que debe darse en el hombre entre el alma y el cuerpo. Pero, además, en el caso de Francia, es más lamentable, por la especial atención que esta nación ha recibido por para de la Sede Apostólica a lo largo de la historia; esto ha dado lugar a unos especiales vínculos que han sido formalizados por un solemne Concordato, firmado en 1801 entre la Sede Apostólica y la República Francesa.

Por lo cual, tanto el Romano Pontífice como el jefe de Estado de la nación francesa se obligaron solemnemente, en su nombre y en el de sus propios sucesores, a observar inviolablemente las cláusulas del pacto que firmaron. La consecuencia, por tanto, era que este Concordato había de regirse por el mismo derecho que rige todos los tratados internacionales, es decir, por el derecho de gentes, y que no podía anularse de ninguna manera unilateralmente por la voluntad exclusiva de una de las partes contratantes.
Vehementer Nos, §5

La Santa Sede ha cumplido siempre este pacto, en esta situación la ley aprobada por la República supone una ruptura unilateral de los compromisos asumidos, sin considerar la violación del derecho de gentes que supone, la injuria a la Santa Sede y la alteración de la paz social que esa violación de la fe jurada puede producir. Por otra parte, el Papa examina el contenido de la ley, y muestra que con el pretexto de producir una absoluta separación entre la Iglesia y el Estado, lejos de dejar a la Iglesia totalmente independiente, permitiéndole el uso de la libertad concedida por el derecho común, la sitúa bajo la dominación del poder civil, y esto mediante multitud de disposiciones excepcional y restrictivas: de modo que

Amarguísimo dolor nos ha causado ver al Estado invadir de este modo un terreno que pertenece exclusivamente a la esfera del poder eclesiástico; pero nuestro dolor ha sido mayor todavía, porque, menospreciando la equidad y la justicia, el Estado coloca a la Iglesia de Francia en una situación dura, agobiante y totalmente contraria a los más sagrados derechos de la Iglesia.
Vehementer Nos,  §7

A continuación la encíclica detalla los tres motivos por los que pronuncia esta queja. En primer lugar la ley es totalmente contraria a la constitución que Jesucristo dio a su Iglesia, como una sociedad humana, en autoridades que ejercen su gobierno, enseñan y juzgan; una sociedad jerárquica compuesta de distintas categorías de personas, diversos grados en la jerarquía y multitud de fieles.

En contradicción con estos principios, la ley de la separación atribuye la administración y la tutela del culto público no a la jerarquía divinamente establecida, sino a una determinada asociación civil, a la cual da forma y personalidad jurídica, y que es considerada en todo lo relacionado con el culto religioso como la única entidad dotada de los derechos civiles y de las correspondientes obligaciones.
Vehementer Nos, §8.

En segundo lugar, el modo en que la nueva ley regula estas asociaciones, sometiéndolas a un control ajenas al derecho común, lo que hace difícil su fundación y aún más su conservación. De este modo tras proclamar una amplia libertad de culto, en realidad se restringe esa libertad con multitud de excepciones, que la encíclica pasa a enumerar:

si se despoja a la Iglesia de la inspección y de la vigilancia de los templos para encomendarlas al Estado; si se señalan penas severas y excepcionales para el clero; si se sancionan estas y otras muchas disposiciones parecidas, en las que fácilmente cabe una interpretación arbitraria, ¿qué es todo esto sino colocar a la Iglesia en una humillante sujeción y, so pretexto de proteger el orden público, despojar a los ciudadanos pacíficos, que forman todavía la inmensa mayoría de Francia, de su derecho sagrado a practicar libremente su propia religión?
Vehementer Nos, §9.

Por último, y en tercer lugar. la ley viola el derecho de propiedad de la Iglesia, pues en la práctica confisca prácticamente todas las propiedades eclesiásticas (comprendidas las basílicas y las catedrales). Todas estas medidas causarán un daño a la Iglesia y a la misma Francia, pues abre una vía para la división entre los franceses y para las luchas religiosas
Por todas estas razones el Papa condena esta ley y asegura que ninguna de sus cláusulas puede invalidar los derechos imprescriptibles de la Iglesia. A pesar del dolor que le produce esta situación, rechaza la tristeza, pues la Iglesia no teme por sí; además la historia muestra como estas leyes acaban derogándose al comprobar con el paso del tiempo, los daños que produce a la sociedad.
El Papa anuncia que pronto dará las directrices que deberán seguirse ante la esta nueva situación.

Nos tenemos el firme propósito de dirigiros, a su tiempo, la norma directiva de vuestra labor en medio de las dificultades de la hora actual; y tenemos la seguridad de que conformaréis con toda diligencia vuestra conducta a nuestras normas. Entretanto, proseguid la obra saludable a que estáis consagrados, de vigorizar todo lo posible la piedad de los fieles; promoved y vulgarizad más y más las enseñanzas de la doctrina cristiana; preservad a la grey que os está confiada de los errores engañosos y de las seducciones corruptoras tan extensamente difundidas hoy día; instruid, prevenid, estimulad y consolad a vuestro rebaño; cumplid, en suma, todas las obligaciones propias de vuestro oficio pastoral
Vehementer Nos, §14.

Mientras tanto el episcopado, con la ayuda del clero, debe ser guía de los fieles católicos, para que sepan defender a la Iglesia con energía, pero sin ofender a nadie. Los católicos han de darse cuenta de que los enemigos de la Iglesia quieren eliminar el catolicismo de Francia; a ellos hay que oponerse con coraje, estrechamente unidos al clero, al episcopado y a la Santa Sede, y con una auténtica vida cristiana, confiando en Dios.
Tal como prometía en esta encíclica, unos meses después, el 10 de agosto de 1906, mediante  Gravissimo officii munere el papa concretaba las directrices que debían seguirse ante la situación que producía la ley; en ese mismo tema insistía en una tercera encíclica, Une fois encore, fechada el 6 de enero de 1907